# Haken (Gerät)

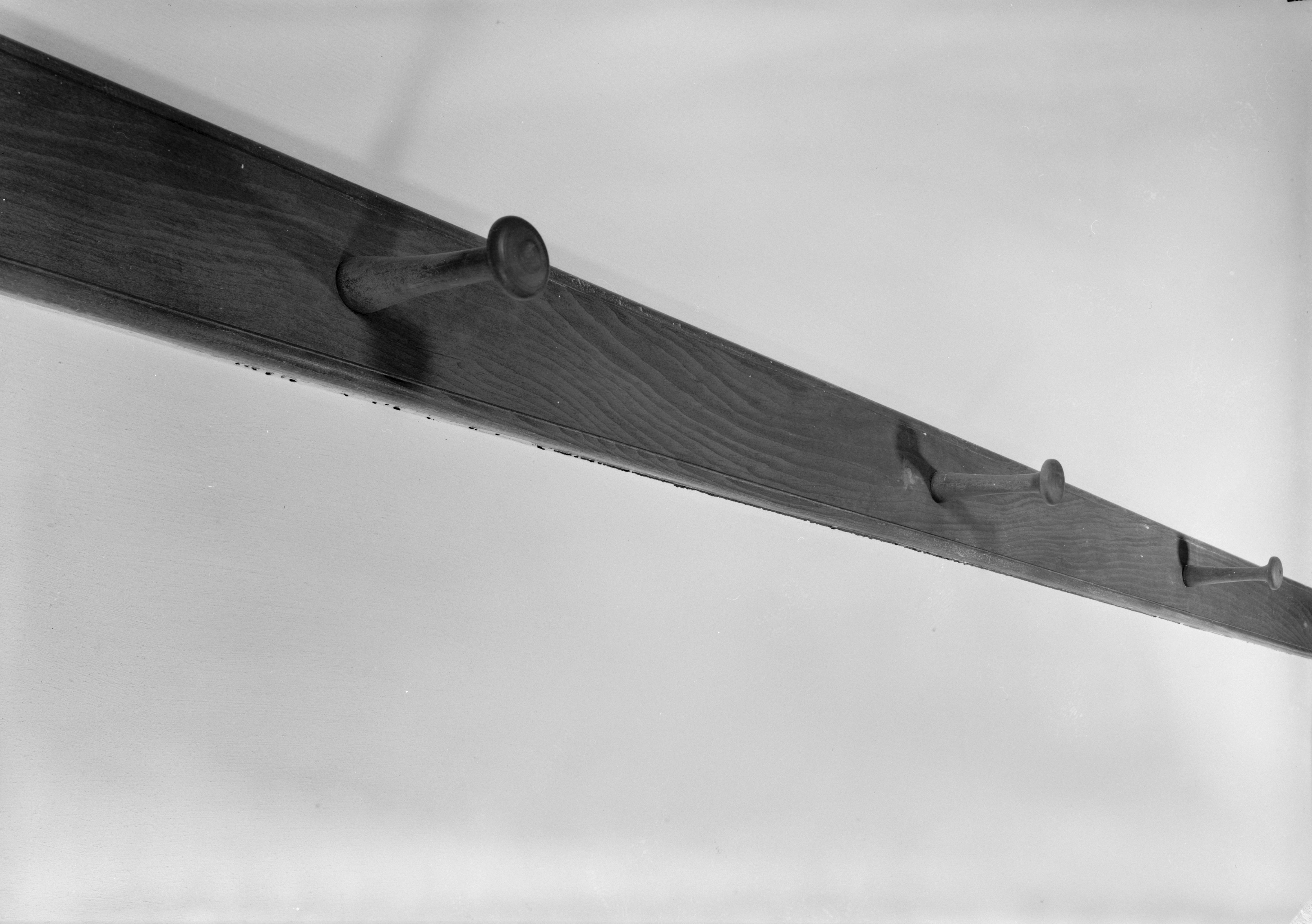
Eine einfache Hakenleiste aus Holz, ein Shakermöbelteil

Der Haken ist eine geschwungen oder eckig gekrümmte Vorrichtung zum Aufhängen oder Einhaken von Objekten, meist aus Metall, Holz oder Kunststoff geformt.

## Grundlagen
Der Haken ist ein Stab, welcher als einfache Maschine so verwendet wird, dass Selbstsperrung eintritt. Dazu reicht es, den Stab mit einem Ende gegen die Kraftrichtung zu setzen, und das andere zu blockieren. Was immer über den Haken gezogen wird, rastet in die Blockierung ein, solange eine Kraft wirkt. So funktioniert etwa der Nagel in der Wand als Kleiderhaken.
In den meisten Fällen ist der Haken aber – sprichwörtlich – gebogen.
Der Haken wird auf Biegung und oft auch auf Zug belastet.
Der Gegenpartner in einer Hakenverbindung kann ein weiterer Haken sein oder ein Ring, realisiert als Öse. 
Es gibt zwei Möglichkeiten, die Hakenverbindung zu lösen:
1. Zugentlastung, die Selbstsperrung löst sich auf
2. Überbelastung, bis das Moment den Haken soweit verbiegt, dass das Gegenstück abgleitet – das lässt sich realisieren:
  - durch ein elastisches Material
  - indem die Stange durch einen gelagerten Stab mit Federung ersetzt wird (bei der Ratsche).

## Sonderformen
- Karabinerhaken, durch ein federndes Teil zur Öse geschlossen, um eine Lösung der Hakenverbindung durch Zugentlastung zu verhindern
- Winkelhaken, ein rechtwinklig oder um etwas mehr als 90° abgeknickter Stab
- Widerhaken, bei Waffen oder beim Angelhaken
  - Angelhaken – hier dient ein Keil, eine Öffnung zu bilden.
- Fleischerhaken, ein S-förmig gekrümmter und an einem Ende angespitzter Stab zum Aufhängen weicher Objekte an einer Leiste

## Anwendung

### Haken als Werkzeug, Maschinenteil oder anderes Gebrauchsmittel

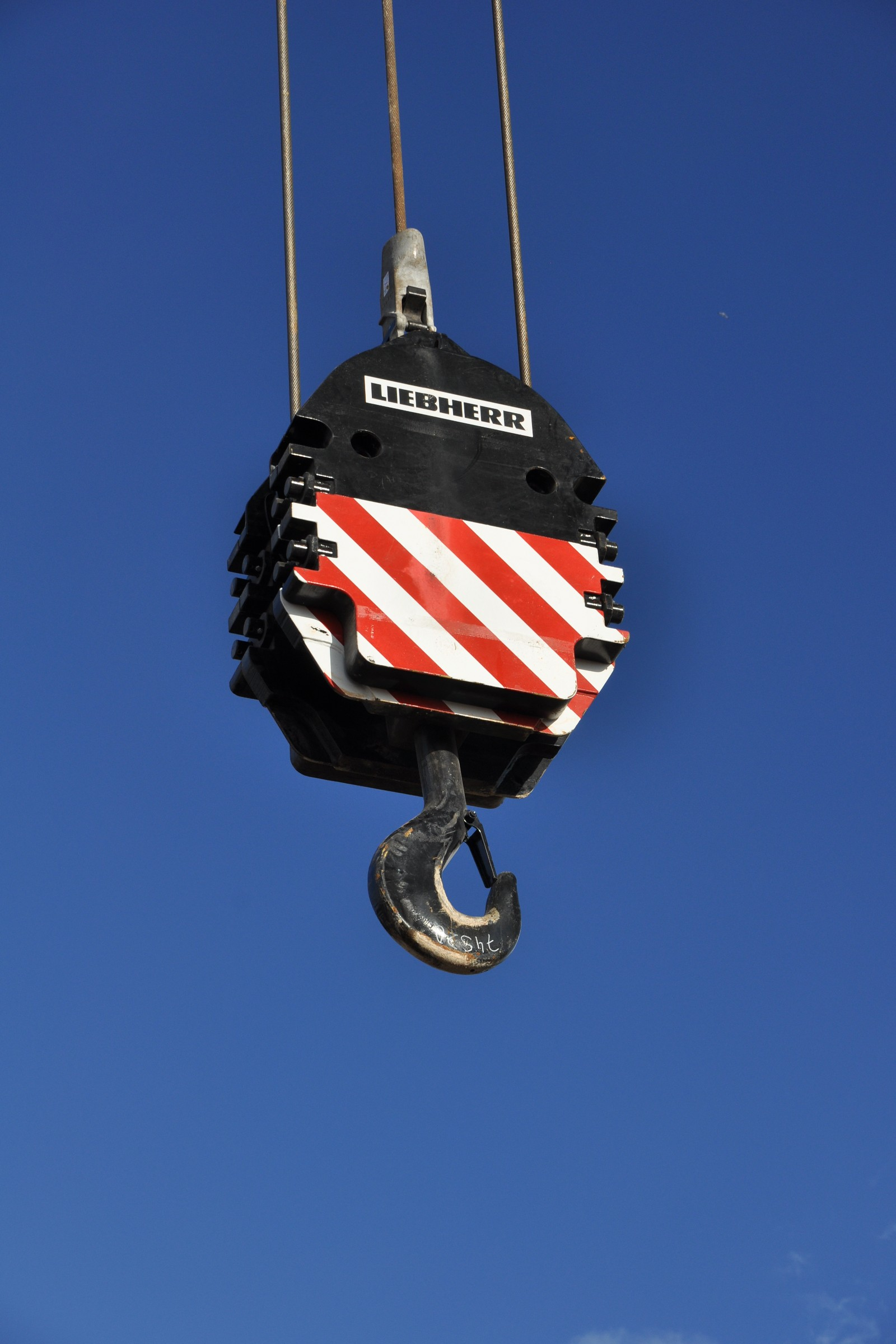
Kranhaken

- Brummelhaken: zur schnellen Verbindung von Schnüren im Gleitschirmsport und Leinen im Segelsport
- Fanghaken, eine Bremsvorrichtung auf Flugzeugträgern
- Federhaken, spezielles Werkzeug zum Ein- und Aushängen, Greifen, Drücken, Richten oder Spannen von Zug- und Druckfedern.
- Fels-, Eis-, Kletter- oder Wurfhaken: als Sicherung im Klettersport, zum Einschlagen, Schrauben oder Werfen
- Fenderhaken, im Segelsport bzw. Schiffsbau ein auf einer Anschraubplatte angebrachter Haken zum Einhängen eines Fenders
- Häkelnadel
- Hakenpflug, älteste Form des Pfluges, ohne eiserne Pflugschar
- Heißhaken, ein maritimer Begriff; diese Haken sind teilweise auch unter Last zu lösen
- Kranhaken als Verbindungselement zwischen Kran und angehängter Last
- Kleiderhaken
- Schürhaken, ein Winkelhaken zur Steuerung und Reinigung einer Feuerstelle
- Schraubhaken, mit Holz- oder Metallgewinde zum An- oder Verschrauben
- Sturmhaken, zur Sicherung von beweglichen Gebäudeteilen beim Auftreten starker Windkräfte, ähnlich einer Anhängerkupplung
- Trailerhaken, im Segelsport bzw. Schiffsbau eine Öse, die fest mit einem Karabinerhaken verbunden ist

#### Kein echter Haken
- Der sog. „Abschlepphaken“ für Landfahrzeuge ist in aller Regel eigentlich eine Abschleppöse

### Haken mit Stoßsporn bzw. Stoßwaffe mit Widerhaken
- Ango, ein Speer mit Widerhaken
- Bootshaken

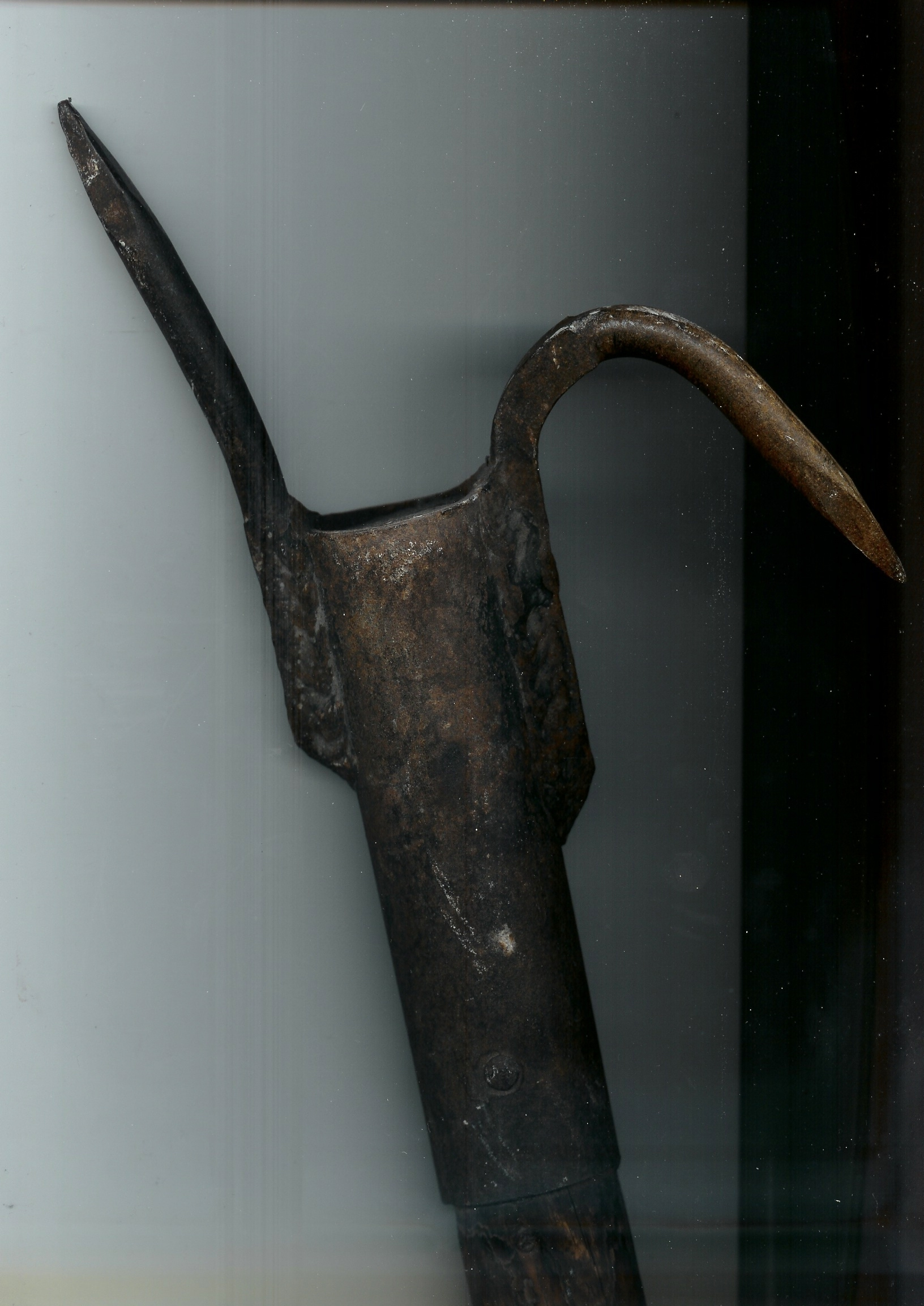
Ein historischer Einreißhaken aus Süddeutschland, 18. bis 19. Jahrhundert

- Degenbrecher, eine historische Waffe, an der sich die Klinge der gegnerischen Waffe verfing
- Einreißhaken
- Enterhaken
- im weiteren Sinn: Hellebarde

### Erweiterte Systeme
Trickreiche Anordnungen des Hakens sind auch noch einfache Maschinen im Sinne der Mechanik: sie verrichten Arbeit durch Richtungsänderungen von Kräften oder Bewegungen
- Haken und Öse:
  - die Kupplung, von Spielzeugeisenbahnen in der Grundform Haken und Öse bekannt, komplexer bei Eisenbahn- und Anhängerkupplung
  - Klettverschluss, ebenfalls eine Kombination von Haken und Öse – ein klassisches Beispiel der Bionik
- Zwei Haken: 
  - Beim Reißverschluss rasten je zwei echte Haken ineinander ein.
  - Beim Bajonettverschluss greifen Haken des Einsatzes (in Form kurzer vorstehender Stäbe) und der Rohrs (in Form von Aussparungen) ineinander.
- Haken und Wellrad: eine einfache Sperre einer Umdrehung, mit gefedertem Haken als Ratsche

## Natürliche Beispiele
- der Fangzahn und die Kralle
- die Klette genannten Häkchen der Samenhüllen diverser Pflanzen (Kletten, Klettgräser)

## Zur Wortherkunft
Das Wort Haken ist verwandt mit Harke und Hacke bzw. Hacke (als Axt), diese Sprachverwandtschaft bezieht sich primär auf die Form, aber auch die erweiterte Wirkungsweise: Diese beiden Werkzeuge sind auch umgelenkte Keile.